# Bryanston Gage
Bryanston Gage, sinonimia: Reine-Claude Bryanston, es una variedad cultivar de ciruelo (Prunus domestica), de las denominadas ciruelas europeas,
una variedad de ciruela se encontró originalmente en los jardines de Lord Portman en "Bryanstone" en Dorset, Inglaterra (Reino Unido), hacia 1800 y se registró por primera vez en 1831. Se cree que es la progenie de un 'Greengage' (sinónimo:'Reina Claudia Verde') y un Coe's Golden Drop que crecían cerca en el mismo jardín. Las frutas tienen un tamaño mediano a grande, color de piel verde pálido que se vuelve amarillo prímula con abundante punteado de tamaño pequeño rojizo, y pulpa de color amarillo verdoso, con textura firme, jugosa, y excelente sabor dulce y refrescante, muy bueno, característico de las Reinas Claudias.

## Sinonimia
- "Bryanstone",
- "Reine-Claude Bryanston ",
- "Reina Claudia Bryanston ",
- "Bryanston's Gage",
- "Bryanstone Reine Claude".[6]

## Historia
El área de origen de los ciruelos "Reina Claudia" sería seguramente Siria?, y se obtuvo en Francia tras el descubrimiento de un ciruelo importado de Asia que producía ciruelas de color verde. Este ciruelo fue traído a la corte de Francisco I por el embajador del reino de Francia ante la "Sublime Puerta", en nombre de Solimán el Magnífico.
El nombre de Reina Claudia es en honor de Claudia de Francia (1499–1524), duquesa de Bretaña, futura reina consorte de Francisco I de Francia (1494–1547). En Francia le decían la bonne reine.
'Bryanston Gage' es una variedad de ciruela obtenida como plántula de la que se dice que esta variedad es el resultado del cruce de 'Greengage' (sinónimo:'Reina Claudia Verde') y un Coe's Golden Drop que crecían cerca en el mismo jardín de 'Lord Portman en "Bryanstone" en Dorset, Inglaterra (Reino Unido). Se mencionó por primera vez en el catálogo de frutas de la Sociedad de Horticultura de Londres en 1831, pero parece que no se ha publicado ninguna información sobre la fecha de su origen. En 1871, la Sociedad Pomológica Estadounidense la añadió a su lista de catálogos de frutas, pero la eliminó en 1897.
Esta variedad está descrita :1. Lond. Hort, Soc. Cat. 144. 1831. 2. Jour. Hort. N. S. 17:286. 1869. 3. Downing Fr. Trees Am. 902. 1869. 4. Am. Pom. Soc. Cat. 24. 1871. 5. Barry Fr. Garden 411. 1883. 6. Hogg Fruit Man. 688. 1884. 7. Tenn. Sta. Bul. 3:No. 5, 88. 1890. 8. Guide Prat, 155. 1895. 9. Thompson Gard. Ass't 42157. 1901. 20. Waugh Plum Cult, 98. 1901. 11. Mass. Sta, An. Rpt. 17:158. 1905.
'Bryanston Gage' se cultiva en la National Fruit Collection con el número de accesión: 2003 - 010 y nombre de accesión : Bryanston Gage. El espécimen fue recibido en el «National Fruit Trials» (Probatorio Nacional de Frutas) en 2003 procedente de Hertfordshire.

## Características
'Bryanston Gage' árbol de vigoroso crecimiento, con ramas largas y robustas que forman una copa ancha, redonda y despeinada, que da frutos irregulares y ocasionalmente abundantes. Requiere suelo ligero y una posición soleada. Las mejores frutas vienen cuando hay un comienzo de verano húmedo y un clima cálido y seco en el período de maduración. Si el clima es al revés, gran parte de la cosecha se pierde por culpa de la monilinia (Podredumbre parda). Tiene un tiempo de floración que comienza a partir del 15 de abril con el 10% de floración, para el 20 de abril tiene una floración completa (80%), y para el 3 de mayo tiene un 90% de caída de pétalos.
'Bryanston Gage' tiene una talla de tamaño mediano a grande (peso promedio 37.00g.) de forma ovalada oblonga, con la sutura bien visible, línea de color verdoso indefinido, transparente, en depresión más o menos acusada en toda su extensión; epidermis con pruina blanquecina, muy abundante en las depresiones y ligera en el resto, sin pubescencia, siendo la piel de color verde pálido que se vuelve amarillo prímula con abundante punteado de tamaño pequeño rojizo; Pedúnculo de longitud mediano o largo ( promedio 11.43mm), fino, pubescente, ubicado en una cavidad del pedúnculo de anchura media, poca profundidad, medianamente rebajada en la sutura y casi imperceptiblemente en el lado opuesto;pulpa de color amarillo verdoso, con textura firme, jugosa, y excelente sabor dulce y refrescante, muy bueno, característico de las Reinas Claudias.
Hueso semi adherente, pequeño, redondeado, semi globoso, con surco dorsal interrumpido en la parte central, los dorsales bastante marcados, y la superficie semi rugosa.
Su tiempo de recogida de cosecha se inicia en su maduración de tercera decena de julio a la primera de agosto.

## Usos
La ciruela 'Bryanston Gage' se comen crudas de fruta fresca en mesa, en macedonias de frutas, pero también en postres, repostería, como acompañamiento de carnes y platos. Se transforma en mermeladas, almíbar de frutas, compotas.

## Cultivo
La ciruela 'Bryanston Gage' es una variedad de "Reina Claudia" que está bien adaptada a los climas de los países nórdicos, y es medianamente fértil.
La ciruela 'Bryanston Gage' es auto estéril necesita polen de otras variedades para cuaje del fruto, siendo polinizadores del grupo C entre otros: 'Andrierez', 'Anna Späth', 'Autumn Compote', 'Avalon', 'Aylesbury Prune', . . .

## Enfermedades y plagas
Plagas específicas:
Pulgones, Cochinilla parda, aves Camachuelos, Orugas, Araña roja de árboles frutales, Polillas minadoras de hojas, Pulgón enrollador de hojas de ciruelo.
Enfermedades específicas:
Podredumbre parda de las ciruelas.